# François-Alexis Cendrier
François-Alexis Cendrier (1803-1893) est un architecte français qui réalisa de nombreux bâtiments voyageurs pour les gares des compagnies de Paris à Orléans (PO) et de Paris à Lyon (PL).

## Biographie
François-Alexis Cendrier est né à Paris le 12 février 1803.
Saint-simonien, il fut élève de Léon Vaudoyer à l'École des beaux-arts de Paris. Il devient l'architecte en chef de la Compagnie du chemin de fer de Paris à Orléans (PO) dans les années 1830 puis l'architecte en chef de la Compagnie du chemin de fer de Paris à Lyon (PL).
Il fut, assisté par l'ingénieur des Ponts-et-Chaussées Adolphe Jullien, le responsable de la construction à Paris de la gare de la Bastille et la gare de Lyon, deuxième du nom, et de la gare de Lyon-Perrache dont les travaux commencèrent en avril 1855 et durèrent un an et demi. Il semble que c'est Adolphe Julien, (ancien du PO) alors directeur des travaux du P.L. (qui l'a choisi comme architecte au PL).
Il était déjà l'architecte des gares de Melun, Fontainebleau et Sens, de la gare de Lyon à Paris, des gares de Dijon, Mâcon.
Il organisa la standardisation de la construction des gares de la ligne de Paris à Lyon (qui devint ensuite la Ligne de Paris-Lyon à Marseille-Saint-Charles).
Il meurt à Paris le 8 mai 1893.

## Réalisations

### Bâtiments-voyageurs de types courants

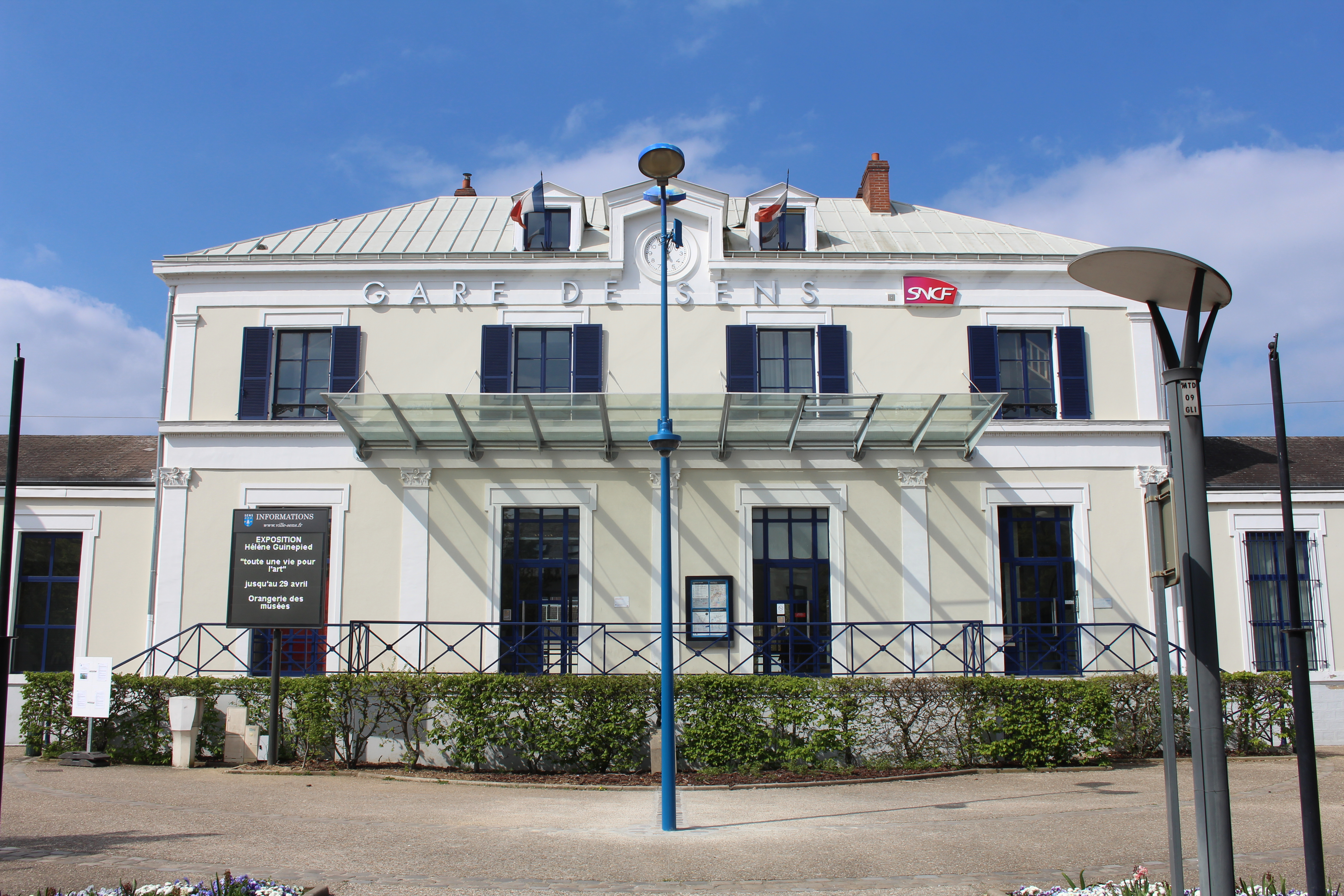
La gare de Sens, vue de la Place de la Gare

Les caractéristiques communes des bâtiments courants du P.L. étaient les suivantes : bâtiments-voyageurs à un étage et combles aménagés de grande hauteur et à toiture en zinc no 14 à bourrelet et cheneaux, chaînages d'angles en  pierre et linteaux horizontaux très saillants, bandeau ou corniche entre rez-de-chaussée et 1er étage, corniche entre 1er étage et les combles, horloge ou emplacement prévu sur les deux façades, dans une lucarne à fronton interrompant la corniche.
Le type « à deux portes » (stations de 3e classe : Combs-la-Ville (démolie), Lieusaint (démolie), Cesson, Bois-le-Roi, Thomery, Saint-Julien-du-Sault, Corgoloin, etc.)
Le type « à quatre portes » (stations de 2e classe : Villeneuve-Saint-Georges (démolie), Montgeron, Moret, Villeneuve-la-Guyard, Pont-sur-Yonne (démolie), Gare de Villeneuve-sur-Yonne, Saint-Florentin, etc.) (stations de 1re classe : Brunoy, Sens, Joigny, Laroche-Migennes, etc.)

### Bâtiments-voyageurs de types particuliers
Le type « à trois portes » à un étage et combles (stations exceptionnelles : Melun (profondément remaniée), Fontainebleau, Montereau, Tonnerre, etc.). Le type « à trois portes » à deux étages et combles (exemple : Tournus, etc.). Les gares monumentales (stations exceptionnelles : Dijon, Mâcon, etc.)

### Monument funéraire
Il est également connu pour avoir conçu les plans du mausolée de Félix de Beaujour, considéré comme étant la plus haute construction du cimetière du Père-Lachaise